# Едвард Гудріч Ачесон
Е́двард Гу́дріч А́чесон  (англ. Edward Goodrich Acheson; 9 березня 1856 — 6 липня 1931) — американський хімік, винахідник названого його іменем процесу синтезу порошкового карбіду кремнію, технології, що досі використовується для виробництва карбіду кремнію (карборунду). Едвард Ачесон у 1908—1909 роках обіймав посаду президента Електрохімічного товариства.

## Життєпис

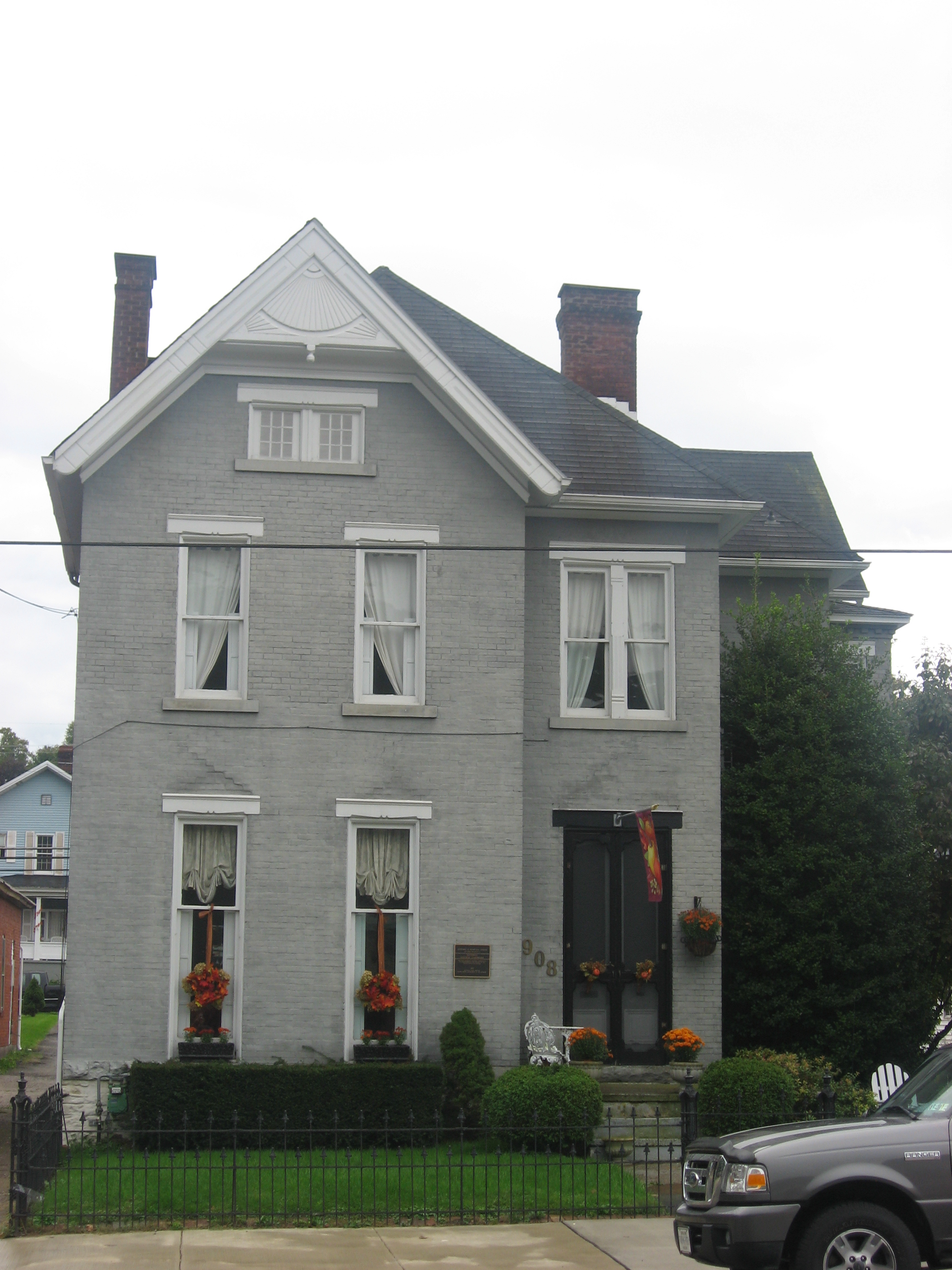
у Мононгегелі

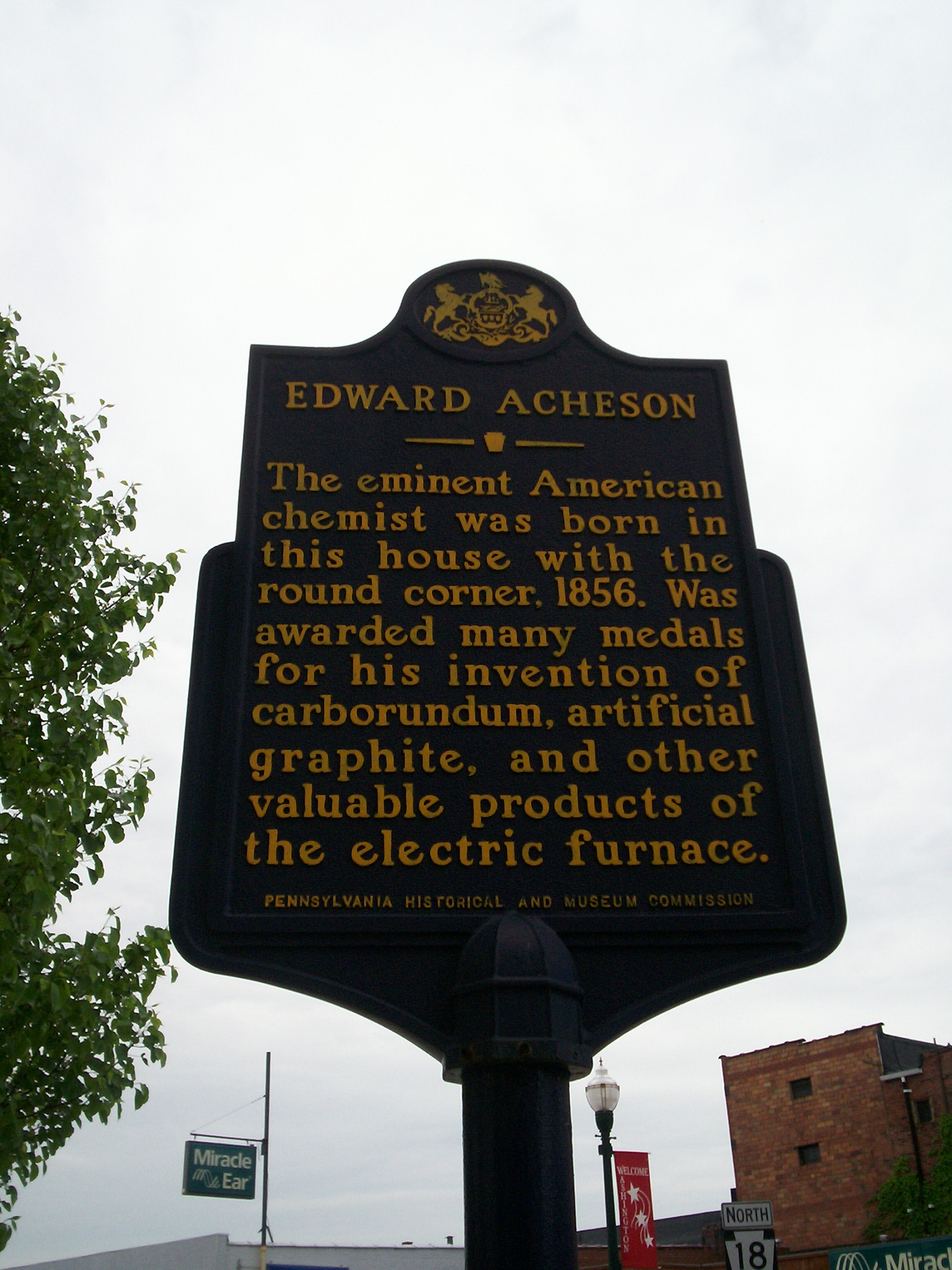
Історичний маркер місця народження Едварда Ачесона у Вашингтоні (Пенсільванія)

Народився у Вашингтоні, на південному заході штату Пенсільванія, багатому вугільними родовищами.
Ачесон навчався в Академії Беллефонте протягом трьох років, (1870—1872); що було всією його формальною освітою. Він покинув навчання у віці 16 років, щоб допомогти сім'ї після смерті батька, і працював помічником геодезиста на Піттсбурзькій Південній залізниці.
Вечори він присвячував науковим заняттям — насамперед експериментам з електрикою. У 1880 році він мав сміливість спробувати продати акумуляторну батарею власної конструкції Томасу Едісону, і в результаті його найняли на роботу. Едісон 12 вересня 1880 року доручив Ачесону працювати у лабораторії в Менло-Парку (штат Нью-Джерсі), під керівництвом Джона Крузі. Ачесон проводив експерименти зі створення вуглецевих провідників, які Едісон мав намір використовувати у своїх електричних лампочках
У 1881 році його відправили на Міжнародну електричну виставку в Парижі, як члена команди під керівництвом винахідника і близького соратника Едісона Чарлза Батчелора, і він залишився в Європі до 1882 року, щоб встановити демонстрацію системи електричного освітлення Едісона в Антверпенській ратуші (Бельгія) та в театрі Ла Скала (Мілан) а також інших публічних місцях.
У 1884 році Ачесон пішов від Едісона і став керівником заводу, що був конкурентом у виробництві електричних лампочок. Він почав працювати над розробкою методів виробництва штучного алмазу в електричній печі. Після нагрівання суміші глини та коксу в залізній чаші з використанням електричної дуги між вугільними електродами з метою розчинити вуглець у розплавленому корунді (глиноземі) він виявив блискучі кристали з шестикутними гранями (карбід кремнію), прикріплені до вугільного електрода. Він назвав це «карборундом». На його думку, це була сполука вуглецю і корунду. Або, за іншою версією, він назвав матеріал «карбунд» за аналогією з корундом, який є також дуже твердою речовиною (9 одиниць за шкалою Мооса).
У 1891 році Ачесон за пропозицією Едісона побудував електростанцію в Порт-Гуроні використав електрику для експериментів з карборундом.
28 лютого 1893 року він отримав патент на технологічний процес отримання порошкового карбіду кремнію. Ачесон також розробив конструкцію електричної печі, що до цих пір використовується у виробництві карбіду кремнію. Він заснував компанію The Carborundum Company для виробництва порошкоподібної речовини, що спочатку використовувалася виключно як абразив. У 1900 році компанія змушена була домовлятись з компанією Electric Smelting and Aluminium Company, після того як рішення суддів надало «широкий пріоритет» її засновникам «для відновлення руд та інших речовин методом розжарювання».
Ачесон продовжував експерименти і розробив процес отримання дуже чистого графіту. У 1899 році ним була заснована компанія Acheson Graphite Co. У 1928 році ця компанія була об'єднана з National Carbon Co.
Дослідник отримав 70 патентів на технічні рішення, що стосуються абразивів, графітових виробів, відновлення оксидів і вогнетривів.
У 1928 році Ачесон виділив Електрохімічному товариству кошти для заснування Премії Ачесона. Це одна з найвищих наукових відзнак від Товариства. Сам Ачесон був першим лауреатом у 1929 році. Протягом багатьох років родина Ачесонів надавала кошти, щоб підтримувати престижність цієї нагороди.
Едвард Гудріч Ачесон помер 6 липня 1931 у Нью-Йорку.

## Нагороди
- 1894 і 1901 — Медаль Джона Скотта
- 1907 — Премія Румфорда, «За використання тепла в електропечі для промислового виробництва карборунду, графіту та інших нових і корисних речовин»[16]
- 1910 — Медаль Перкіна
- 1929 — Премія Едварда Гудріча Ачесона[en], нагорода Електрохімічного товариства[en] названа на його честь. Ачесон став першим її лауреатом.
- 1997 — уведений до Національної зали слави винахідників США.